# استیو آیلوت
استیو آیلوت (انگلیسی: Steve Aylott؛ زادهٔ ۳ سپتامبر ۱۹۵۱) بازیکن فوتبال اهل بریتانیا است.
از باشگاه‌هایی که در آن بازی کرده‌است می‌توان به باشگاه فوتبال آکسفورد یونایتد، باشگاه فوتبال وستهام یونایتد، و باشگاه فوتبال برنتفورد اشاره کرد.